# Daniel Westmattelmann
Daniel Westmattelmann (Ahlen, Rin del Nord-Westfàlia, 31 d'octubre de 1987) és un ciclista alemany, professional des del 2007 i actualment a l'equip Team Lotto-Kern Haus.

## Palmarès
- 2016
  - 1r a la Chrono champenois